# Ipotesi di Shiva

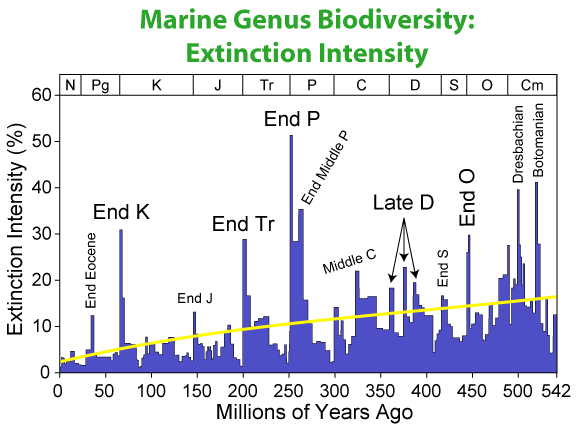
Intensità delle estinzioni marine negli ultimi 550 milioni di anni.

L'ipotesi di Shiva, chiamata così in nome del dio della distruzione degli Hindu, è una teoria scientifica esogeologica che intende spiegare un apparente schema nelle estinzioni di massa causate da eventi di impatto.
La teoria, formulata da Michael Rampino della New York University, afferma che i disturbi gravitazionali indotti sul sistema solare quando questo attraversa il piano galattico della Via Lattea sono sufficienti a perturbare le orbite delle comete nella Nube di Oort che circonda il sistema stesso. Alcune comete sono spinte verso l'interno del sistema solare aumentando le possibilità di un impatto. Secondo l'ipotesi il risultato è che la Terra viva grandi eventi di impatto ogni circa 30 milioni di anni.